# Castillo de El Collao

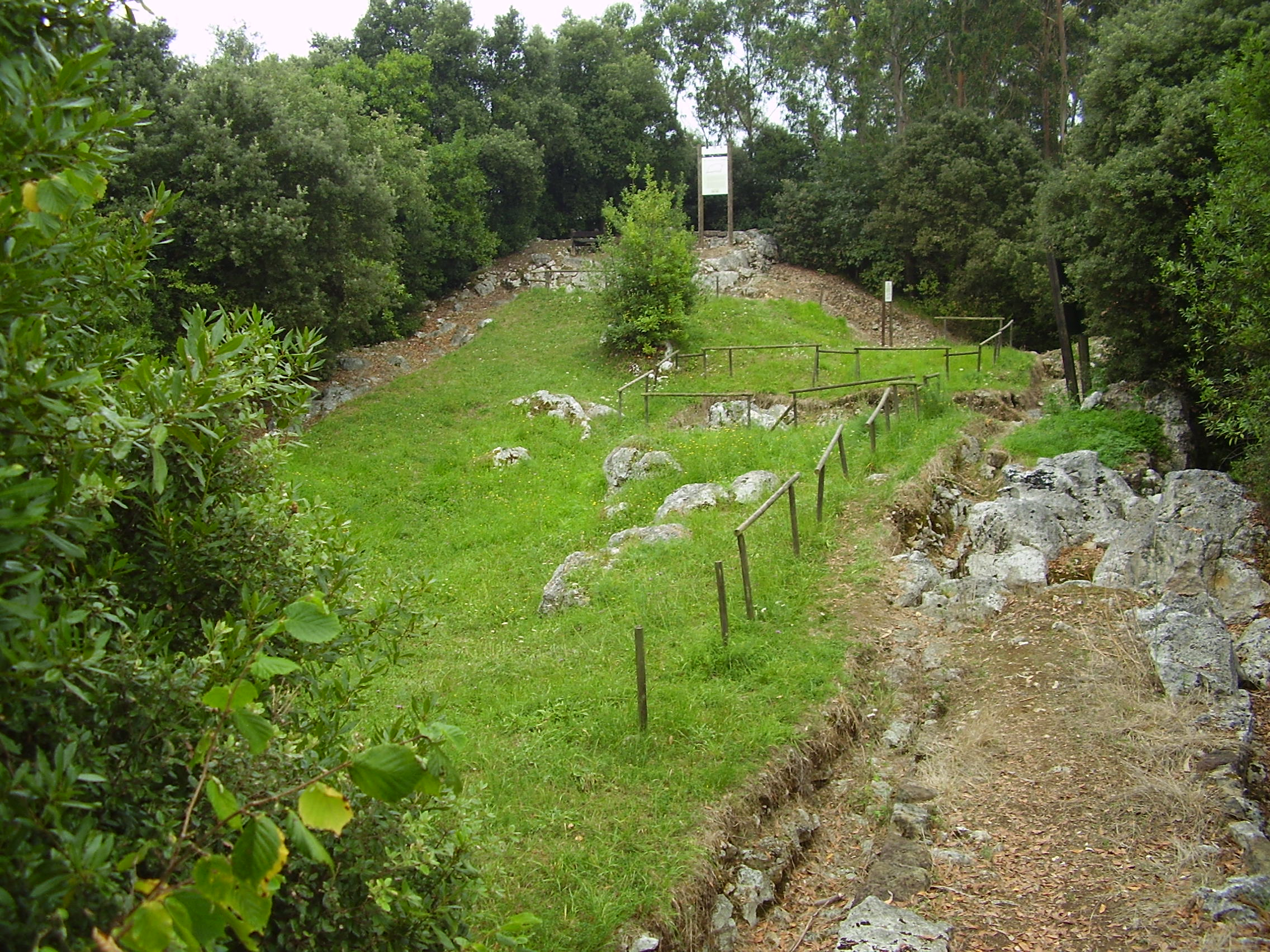
Restos del antiguo castillo medieval

El castillo de El Collao fue un castillo altomedieval, fechado entre los siglos VIII y siglo XII, situado sobre el cerro de El Collao a 96 m s. n. m., lo que daría nombre a la fortaleza, en la localidad de Escobedo (Camargo, Cantabria, España), habiendo sido el mayor de aproximadamente la treintena que hubo de este tipo en Cantabria. Declarado bien de interés cultural el 6 de mayo de 2003, fue excavado con criterios modernos; está en terreno público y es visitable. Su situación le permite tener grandes vistas sobre la bahía de Santander, el valle del Pas y parte del valle de Camargo. Cuenta con un mirador.

## Conservación
A pesar de ser uno de los mejores conservados en Cantabria, pues se conservan las trazas de todas las habitaciones y murallas a pesar de que en el siglo XX se despejaran sus inmediaciones de restos para convertir el lugar en prado y para construir casas cercanas al yacimiento. La conservación es de ruina, puesto que de todo el complejo se conservan tan sólo los cimientos y las partes bajas de los muros.

## Arquitectura
El conjunto está rodeado por una muralla de más de 2,5 metros de anchura, de dos hojas mampostería de piedra caliza con relleno de cascajo, que protege en la cima un total de 512 m². Se conservan restos de edificaciones interiores diferentes a la torre del homenaje, además del patio de armas, que era de geometría rectangular. La torre era de planta rectangular y estaba construida con sillares sobre base ciclópea de caliza, que se encontraba embebida en la muralla, a la derecha de la puerta de entrada.

## Excavaciones
Se ha encontrado abundante cerámica, sobre todo ollas y jarras comunes, tanto lisas como estriadas y pintadas. Abundan también las puntas de flecha de hierro. Además de elementos normales en la cotidianeidad, como cuchillos y flautas de hueso, se han hallado una figura de barro representando a un hombre con túnica y un aplique de bronce recubierto de oro con un motivo de cabezas monstruosas.
Se han realizado dos ensayos con carbono 14, que han determinado la antigüedad del yacimiento entre los años 760 y 1020, con 110 años de umbral de duda para cada fecha, ya sea más o menos. Ambas fechas se toman como válidas para datar la fundación y el abandono del castillo.
Entre los años 2000 y 2001 se ejecutó una rehabilitación de las ruinas, se adecentó el lugar y se hizo una ruta que llega al castillo desde Escobedo de Camargo.